# Applause
Applause és una comèdia musical estatunidenca dirigida per Rouben Mamoulian el 1929, que tracta de la vida animada de Kitty Darling, "Reines de cors" i vedette del music-hall popular.

## Argument
A la primera escena surt una banda militar que interpreta Un temps calorós a la Ciutat Vella de Theodore Mentz
La pel·lícula explica la vida de Kitty Darling (Helen Morgan), un estrella de la paròdia, que envia la seva filla jove a un convent per allunyar-la del sòrdid ambient burlesc en que està implicada.
Uns quants anys més tard, Kitty no està tan bé i els seus millors dies ja queden lluny. És ara una alcoholica que viu en el passat. Viu amb un artista còmic anomenat Hitch (Fuller Mellish Jr.). Hitch només es preocupa de gastar els pocs diners que té. Quan esbrina que ha estat pagant l'educació de la seva filla en un convent durant una dècada, l'empeny a portar April de tornada a casa.
La seva filla April (Joan Peers) educada però ingènua, torna. Kitty està avergonyida per la seva condició i es casa amb Hitch pensant així que April no estarà avergonyida d'ella.
Quan April arriba, queda fastiguejada amb la seva mare i la seva trista vida. Hitch intenta forçar-la a introduir-la al món de l'espectacle i repetidament la grapeja, fins a un punt que li fa un petó.

## Repartiment
- Helen Morgan: Kitty Darling
- Joan Peers: April Darling
- Fuller Melish Jr.: Hitch Nelson
- Henry Wadsworth: Tony
- Jack Cameron: Joe King
- Dorothy Cumming: mare superiora

## Al voltant de la pel·lícula
- Primera gran pel·lícula sonora i musical, Applause nega la supremacia dels diàlegs i desdenya els intermedis musicals. Prefigura així les comèdies musicals clàssiques, les d'un Stanley Donen o d'un Vincente Minnelli.